# MÁV R jellegű szerkocsi
A MÁV R jellegű szerkocsitípusát Magyar Királyi Állami Vasgyárak a 327 sorozatú gőzmozdonyaihoz fejlesztette ki 34 szerkezetszámon.
A típus sikerességét bizonyítja, hogy több, mint egy évtizeden keresztül az összes, négytengelyes szerkocsival megrendelt 14 t (+3%) tengelyterhelésű vasútvonalra rendelt magyar mozdonyt R jellegű szerkocsival szállították és módosított formában a hazai gőzmozdonygyártás befejezéséig "szabvány"-szerkocsinak számított.
Kifejlesztését egy, az S jellegű szerkocsinál könnyebb, kisebb tengelyterhelésű négytengelyes típus igénye tette szükségessé.

## Szerkezete
A szerkocsi hossztartói egy-egy, egymástól 1,06 m távolságban elhelyezett 300 mm-es U-szelvényű tartó volt, melyeket elöl a kapocsszekrény, hátul a vonószekrény kötött össze. A kerékpárok, a csapágyak, a forgóvázak és azok részegységei, a rugózás, valamint a fékrudazat azonosak voltak az először a 322 sorozathoz készített S jellegű szerkocsikéval. A forgóvázkeretek hossztartóit, melyek 20 mm-es lemezből készültek, egymástól 1,87 m távolságban helyezték el. A terhelést a forgóvázkeretekre a mozdonyhoz hasonlóan gömbcsészés ágyazású forgócsap és tekercsrugóra támaszkodó oldalsó csúszópofák vitték át. A szekrényes víztartály hossza az S jellegűével közel azonos, szélessége azonban közel 400 mm-rel kisebb volt és magassága is elmaradt amazétól. A vízkészlete így 6 m³-rel kevesebb volt, a szénférőbe ugyanakkor 1 tonnával több szenet lehetett vételezni. A víztartály tetejére elöl, két oldalt egy-egy 1,9 m hosszú töltővályút alakítottak ki, míg egy harmadik töltőnyílás hátul, középen kapott helyet. A tápvíz Szász-rendszerű vízkapcsolaton keresztül jutott a mozdony injektoraihoz. A szerkocsira egy 14″-os Westinghouse-rendszerű vízszintes fékhengert és gyorsműködésű kormányszelepet szereltek. A szerkocsi minden kerékpárját egy oldalról (a kerekek forgócsap felőli oldalán) fékezték; a teljes féktuskóerő az üres szerkocsi súlyának 105, a teljesen rakotténak 46,8%-a volt. A víztartály előtt kétoldalt két kisebb, míg hátul, a vonószekrény fölött egy nagyobb szerszámszekrényt alakítottak ki.

## Sorozatgyártás
A típusból az alábbi mozdonysorozatokhoz szállítottak:
- MÁV 327 sorozat (Magyar Királyi Állami Vasgyárak 341, 343–4 és 346 szerkezetszám),
- KsOd VIm. osztály (Magyar Királyi Állami Vasgyárak 342 és 345 szerkezetszám, illetve WLF 748 rendelési szám),
- KsOd VImb. osztály (WLF 748/2 rendelési szám - a szerkocsikat mozdonyokkal együtt már a ČSD vette át),
- MÁV, illetve (mivel a sorozat első két példányát még a forgalomba állítás előtt a román csapatok elhurcolták) CFR, továbbá ČSD 328 sorozat (347 szerkezetszám). Ennél a gyártási sorozatnál a gömbcsapos felfüggesztést oldaltámos kivitelűre változtatták. A Henschel cég által a MÁV és a ČSD számára szállított összesen száz darab ilyen típusú szerkocsi üres tömege 2 tonnával haladta meg a Budapesten gyártott példányokét. A kasseli gyár szerkocsijai az eltérő kivitelű alvázhossztartó miatt jól láthatóan megkülönböztethetők.

Az 1918-as gőzmozdony-beszerzési program egy másik típusát is ezzel a szerkocsitípussal tervezték szállítani: a rajzasztalokon 120. szerkezetszámon elkészült, a MÁV-nál 620 sorozatjellel üzembe állítani tervezett C'C tengelyelrendezésű Mallet-rendszerű, hegyipálya tehervonati mozdonyokhoz R jellegű szerkocsit kívántak kapcsolni. Az R620,001–020 pályaszámú szerkocsik azonban az eredeti tervek szerinti mozdonyokkal együtt sosem készültek el.
| Az R jellegű szerkocsik gyártási adatai | Az R jellegű szerkocsik gyártási adatai | Az R jellegű szerkocsik gyártási adatai | Az R jellegű szerkocsik gyártási adatai | Az R jellegű szerkocsik gyártási adatai            | Az R jellegű szerkocsik gyártási adatai |
| Gyártó                                  | Szerkocsi szerkezetszám                 | Mozdony szerkezetszám                   | Vasút                                   | Pályaszám                                          | Gyártási év                             |
| --------------------------------------- | --------------------------------------- | --------------------------------------- | --------------------------------------- | -------------------------------------------------- | --------------------------------------- |
| M. K. Áll. Vasgy.                       | 341                                     | 1021 1031                               | MÁV                                     | R327,001–002 R327,501–502                          | 1912.                                   |
| M. K. Áll. Vasgy.                       | 342                                     | 875                                     | KsOd                                    | 401–406                                            | 1912.                                   |
| M. K. Áll. Vasgy.                       | 343                                     | 1022                                    | MÁV                                     | R327,003–013 R327,014–048                          | 1912. 1913.                             |
| M. K. Áll. Vasgy.                       | 344                                     | 1023                                    | MÁV                                     | R327,049–076; R327,078–082 R327,077; R327,083–098  | 1913. 1914.                             |
| M. K. Áll. Vasgy.                       | 345                                     | 876                                     | KsOd                                    | 407–416                                            | 1913.                                   |
| M. K. Áll. Vasgy.                       | 346                                     | 1024                                    | MÁV                                     | R327,099–138                                       | 1914.                                   |
| WLF                                     | 748                                     | 216                                     | KsOd                                    | 417–424                                            | 1914.                                   |
| WLF                                     | 748/2                                   | 216/2                                   | ČSD                                     | 651.501–13                                         | 1919.                                   |
| M. K. Áll. Vasgy.                       | 347                                     | 1181                                    | CFR MÁV                                 | 328,001–002 R328,003–010 R328,011–029 R328,030–058 | 1919. 1920. 1921. 1922.                 |
| Henschel                                | ..                                      | ..                                      | MÁV ČSD                                 | R328,601–683 328.01–17                             | 1920.                                   |

Az R jellegű szerkocsik "családfája" azonban ezzel nem ért véget. A már említett típusprogram harmadik típusát, az a MÁV-nál 424 sorozatjellel üzembe állítani tervezett 1'D tengelyelrendezésű tehervonati mozdonyok terveit teljesen átdolgozva, immár 2'D tengelyelrendezéssel univerzális mozdonyként építették meg. Ehhez pedig az eredetileg tervezett háromtengelyes helyett nagyobb, jobb futástulajdonságú, négytengelyes szerkocsit terveztek: az R jellegű szerkocsik növelt befogadóképességű változatát. Bár ezeket a szerkocsikat a MÁV kezdetben szintén R jellegként tartotta nyilván (R424,001– pályaszámok), azonban rövidesen (egy régi szerkocsitípus selejtezésével szabaddá vált G jellegjelölésre) átszámozta azokat. (E típus műszaki adatai és pályafutása külön szócikkben: →GII jellegű szerkocsi)

## Pályafutásuk
A szerkocsik további sorsát (tulajdonos- és pályaszámváltozásait) a hozzájuk kapcsolt mozdonyok szócikkei (→327 sorozat, →VIm. és VImb. osztály, →328 sorozat) tartalmazzák.
A második világháború után a MÁV-nál maradt R jellegű szerkocsik kerékpárjait a szabványosítás jegyében 1948-tól az M jellegű szerkocsikéval azonos, 896 mm-es kerékváz-, illetve 1040 mm-es futókör-átmérőjű kerékpárokra cserélték.
Az 1970-es években a 327 és 328 sorozatú mozdonyok selejtezése után a szerkocsik egy részét 324 sorozatú mozdonyokkal kapcsolva üzemeltették tovább, más részüket vízszállító kocsivá alakítva használták tovább.

## Típusadatok
| Az R jellegű szerkocsik változatonként eltérő típusadatai | Az R jellegű szerkocsik változatonként eltérő típusadatai | Az R jellegű szerkocsik változatonként eltérő típusadatai                                        |
| --------------------------------------------------------- | --- | ------------------------------------------------------------------------------------------------ |
| Pályaszám                                                 | MÁV R327,001–138 MÁV R327,501–502 KsOd VIm. 401–424 651.501–13 MÁV R328,001–058 →ČSD 620.101–22 →ČSD 620.201–24 →ČSD 920.101–22 →ČSD 920.201–13 →SŽ 620.201–24 →SŽ 920.001..17 →SŽ 920.101..22 →MÁV R327,139–142 →MÁV R327,144–152 →ČSD 920.1..–.. →MÁV R327,1501 | MÁV R328,601–683 ČSD 328.01–17 →ČSD 620.001–17 →ČSD 920.001–17 →MÁV R328,501–508 →ČSD 920.0..–.. |
| Gyártó                                                    | M. Kir. Állami Vasgyárak, Budapest; WLF, Floridsdorf | Henschel, Kassel                                                                                 |
| Gyártásban                                                | 1912–1922 | 1920                                                                                             |
| Szerkezetszám                                             | 341–7; 748, 748/2 |                                                                                                  |
| Darabszám                                                 | MÁV: 140 db KsOd: 24 db ČSD: 13 db | MÁV: 83 db ČSD: 17 db                                                                            |
| Üres tömeg                                                | 23,28 t | 24,28 t                                                                                          |
| Szolgálati tömeg                                          | 52,28 t | 54,28 t                                                                                          |
| Legnagyobb tengelyterhelés                                | 13,07 t | 13,57 t                                                                                          |